# Sianki (gmina)
Sianki – dawna gmina wiejska istniejąca w latach 1934–1939 w województwie lwowskim (dzisiejsze obwód lwowski/woj. podkarpackie) oraz w odsłonie szczątkowej w latach 1939–1941 pod okupacją niemiecką. Siedzibą władz gminy były Sianki.

## Historia

### 1934–1939
Gminę zbiorową Sianki utworzono 1 sierpnia 1934 roku w powiecie turczańskim w województwie lwowskim z dotychczasowych jednostkowych gmin wiejskich: Beniowa, Butelka Wyżna, Butla, Hnyła, Jaworów, Sianki i Tureczki Wyżne. Gminy te przekształcono 17 września 1934 w siedem gromad (sołectw) gminy Sianki.

### 1939–1941
Po wybuchu II wojny światowej granica niemiecko-sowiecka przedzieliła gminę wzdłuż Sanu. Większa część obszaru gminy Sianki przeszła pod okupację radziecką, gdzie została zniesiona 17 stycznia 1940, a jej obszar włączony do nowo utworzonego tam rejonu wysockiego w obwodzie drohobyckim. Rejon wysocki przekształcono 11 listopada 1940 w rejon boryński
Ponieważ Linia Mołotowa biegła do samego źródła Sanu u styku granic z zagarniętą przez Węgry czechosłowacką Rusią Zakarpacką, w granicach niemieckiej strefy okupacyjnej znalazł się także prawobrzeżny fragment gminy Sianki, obejmujący zachodnie części gromad Beniowa i Sianki, wraz z siedzibą gminy. Okupant utrzymał gminę Sianki w szczątkowej formie, włączając ją do Landkreis Sanok w dystrykcie krakowskim w Generalnym Gubernatorstwie.
Podział gromad przedwojennej gminy zamanifestował się następująco:
| Gromada        | Strefa niemiecka (polska) | Strefa niemiecka (polska) | Strefa radziecka | Strefa radziecka      |
| Gromada        | Obszar gromady            | Położenie głównej wsi     | Obszar gromady   | Położenie głównej wsi |
| -------------- | ------------------------- | ------------------------- | ---------------- | --------------------- |
| Beniowa        | większa część             | X                         | mniejsza część   | –                     |
| Butelka Wyżna  | –                         | –                         | cała             | X                     |
| Butla          | –                         | –                         | cała             | X                     |
| Hnyła          | –                         | –                         | cała             | X                     |
| Jaworów        | –                         | –                         | cała             | X                     |
| Sianki         | połowa                    | X                         | połowa           | –                     |
| Tureczki Wyżne | –                         | –                         | cała             | X                     |

### 1941–1945
Rejon boryński przestał istnieć wraz z wybuchem wojny niemiecko-radzieckiej 22 czerwca 1941. Na mocy dekretu Adolfa Hitlera z 1 sierpnia 1941 wschodnia (prawobrzeżna) część przedwojennej gminy Sianki weszła w skład Generalnego Gubernatorstwa i utworzonego tam nowego dystryktu Galicja.
Szczątkową gminę Sianki w Generalnym Gubernatorstwie (obejmującą już tylko zachodnie części Beniowej i Sianek) wyłączono 7 sierpnia 1941 z dystryktu krakowskiego, włączając ją do nowo utworzonego dystryktu galicyjskiego. Sprawiło to, że szczątkowa gmina Sianki (wraz z okrojoną gminą Tarnawa Niżna) stały się jedynym obszarem nigdy nieokupowanym przez ZSRR, który został włączony do dystryktu Galicja.
Po zmianie tej zachodnie części Beniowej i Sianek połączyły się ponownie ze wschodnimi częściami Beniowej i Sianek, po czym szczątkową gminą Sianki zniesiono. Beniową włączono do gminy Tarnawa Niżna, a Sianki do reaktywowanej gminy Borynia. Obie weszły w skład w Landkreis Drohobycz dystryktu galicyjskiego w Generalnym Gubernatorstwie.
Abstrahując do przedwojennego obszaru gminy Sianki, został on w latach 1941–1944 podzielone między trzema gminami: Tarnawa Niżna (część północna z Beniową), Borynia (część środkowa z Butelka Wyżną, Jaworowem, Siankami i Tureczkami Wyżnymi) i Wysocko Wyżne (część południowa z Butlą i Hnyłą).
Latem 1944 przywrócono ponownie granicę na Sanie po zajęciu wschodnich terenów przez Armię Czerwoną. Podział przedwojennej gminy Sianki zamanifestował się identycznie co w latach 1940–41, czyli jej prawobrzeżna część została odcięta i włączono do reaktywowanych 31 lipca 1944 rejonów: turczańskiego (główna częsć) i boryńskiego (wschodnia część Beniowej) w ZSRR. Położona po lewej stronie Sanu zachodnia część Beniowej pozostała przy gminie Tarnawa Niżna; tam też włączono zachodnią część Sianek, które przez to stały się najdalej na południe wysuniętym terytorium Polski w jej nowych granicach. Gmina Tarnawa Niżna powróciła w marcu 1945 do reaktywowanego powiatu leskiego, który 18 grudnia 1945 wszedł z kolei w skład nowo utworzonego województwa rzeszowskiego.

### 1945–1952
W wyniku włączenia do Polski w grudniu 1951 prawie całego rejonu ustrzyckiego w ramach umowy o zmianie granic z 15 lutego 1951, obszar ten przekształcono w nowy powiat ustrzycki z siedzibą w Ustrzykach Dolnych. Powiat ten zasilono o m.in. całą gminę Tarnawa Niżna (z Beniową i Siankami), którą 1 stycznia 1952 zniesiono, włączając jej obszar do reaktywowanej gminy Szewczenko (Lutowiska). 29 września 1952 obszar odzyskany od ZSRR podzielono na cztery gromady. Jednak na obszarze zniesionej gminy Tarnawa Niżna nie utworzono ani jednej gromady, co spowodowane było kompletnym spaleniem i wyludnieniem tych miejscowości pod koniec wojny i po jej zakończeniu, w tym w toku walk z UPA. Zachowano jednak oryginalny podział obszaru na obręby ewidencyjne w granicach (i o nazwach) dawnych gmin katastralnych (gromad), które później stopniowo zaludniano, tworząc nowe miejscowości i sołectwa. Jednak Beniowa i Sianki w granicach Polski nie zostały dotąd zaludnione.